# Nobissås
Nobissås, eller Nobisdressing, är en sås som skapats av kocken Werner Vögeli. Såsen förknippas med Operakällaren i Stockholm, där Werner Vögeli var köksmästare. Operakällaren köptes av koncernen Nobis 1987, och Werner Vögeli döpte såsen efter de nya ägarna.
Såsen är tillbehör till kött och grillat, där den ses som ett lättare alternativ till Bearnaisesåsen, men den äts även till skaldjur och sallader.
Den består av ett lättkokt ägg, olja med neutral smak, dijonsenap, rödvinsvinäger, gräslök och vitlök, samt salt och svartpeppar.